# フィリッポス・ティス・エラザス (1986-)
フィリッポス・ティス・エラザス・ケ・ザニアス（ギリシア語: Φίλιππος της Ελλάδας και Δανίας, 1986年4月26日 - ）は、最後のギリシャ国王コンスタンティノス2世の末子。

## 経歴
元ギリシャ王コンスタンティノス2世とその妃のデンマーク王女アンナ＝マリアの三男（第5子）としてロンドンのパディントンで生まれた。王制が廃止されて12年後の誕生であった。洗礼の代父母はエディンバラ公フィリップ、義理の伯父のスペイン王フアン・カルロス1世、ウェールズ公妃ダイアナ、従姉のスペイン王女エレナが務めた。
両親が創設したロンドンのギリシャ人学校で学んだ後、アメリカ合衆国ニューメキシコ州のUWC-USAに進み、2008年にジョージタウン大学に属するエドマンド・A・ウォルシュ外交学院を卒業した。
現在はニューヨークのヘッジファンドにマネージャーとして勤務している。

## 結婚
スイスの実業家ニーナ・フロアと 2020年12月12日にスイス・サンモリッツで民事婚を行い、2021年10月23日にギリシャ・アテネのメトロポリタン大聖堂で宗教婚を行った。アテネでの結婚式の際には旧ギリシャ王室のメンバーや 前スペイン王妃ソフィア（父方の伯母）、デンマーク王女ベネディクテ（母方の伯母）、イギリスの ベアトリス王女夫妻、ユージェニー王女夫妻などヨーロッパ各地の王族が一堂に会した。